# Mehmet Uysal
Mehmet Uysal (ur. 24 maja 1954) – turecki zapaśnik walczący w stylu klasycznym. Olimpijczyk z Montrealu 1976, gdzie odpadł w eliminacjach w kategorii do 62 kg.
Zajął piąte miejsce na mistrzostwach świata w 1973. Szósty na mistrzostwach Europy w 1976 roku.